# Ferdinand von Schmerfeld
Friedrich Wilhelm Theodor Ferdinand von Schmerfeld (* 8. Oktober 1783 in Kassel; † 18. November 1868 ebenda) war ein deutscher Jurist und kurhessischer Oberzoll- und Oberpostdirektor. 

## Leben
Ferdinand von Schmerfeld wurde als Sohn des Geheimen Regierungsrats Jacob Siegmund von Schmerfeld (1753–1829) und dessen Ehefrau Wilhelmina Elisabeth Ihring (1754–1802, Tochter des Juristen Dietrich Christoph Ihringk und der Christiane Porbeck) geboren.
Nach seinem Studium der Rechts- und Kameralwissenschaftenan der Philipps-Universität Marburg wurde er im Juni 1803 Assessor ohne Stimmrecht bei der Kasseler Oberrentkammer und wechselte am 12. Dezember 1808 auf die Stelle als Distriktskontrolleur der indirekten Steuern in Marburg.
Er wurde Referent 1. und 2. Klasse bei der Oberrechnungskammer und zum Jahresende 1813 Oberkammerrat in der Oberrentkammer in Kassel.
Als Geheimer Kammerrat war er 1821 Mitglied der Finanzkammer zu Cassel und deren Deputation in Marburg. 
Neben dieser Tätigkeit übte er auch das Amt des Oberpostdirektors bei der Generalpostdirektion aus und wurde am 8. März 1834 zum Oberzolldirektor ernannt.
Er war Bevollmächtigter des Kurfürstentums Hessen bei den Generalkonferenzen des Deutschen Zollvereins in den Jahren 1836, 1838, 1839 und 1842.
1847 wurde er Direktor der Oberfinanzkammer und im Jahr darauf Direktor der Oberzolldirektion.
1858 ging von Schmerfeld in den Ruhestand. 

### Familie
In erste Ehe war er mit Margaretha Wild (1787–1819) verheiratet. Aus der Ehe ist der Sohn Siegmund (1815–1894, Eisenbahndirektor) hervorgegangen. 
Sie war eine Schwester der Dorothea Wild, Ehefrau des Literaturwissenschaftlers Wilhelm Grimm. 
Seine zweite Ehefrau war Marie Boedicker (1806–1858, Tochter des Generals Ludwig von Boedicker), mit der er die Kinder Auguste (* 1826), Charlotte (* 1828), Hugo (* 1830), Wilhelmine (* 1832), Marie (* 1838) und Emilie (* 1843) hatte.
Sein Bruder Christian Friedrich August (1782–1855) war Obergerichtsdirektor.

### Auszeichnungen
- 6. Januar 1832 Ritter des  Nassauischen  Hausordens vom Goldenen Löwen
- 23. Februar 1845 Kommandeur II. Klasse des kurhessischen Wilhelmsordens